# Melania Corradini
Melania Corradini (Cles, 13 aprile 1987) è un'ex sciatrice alpina italiana paralimpica, vincitore di una medaglia paralimpica e di quattro medaglie mondiali (un oro).

## Biografia
Nata senza il braccio sinistro e residente a Rallo di Ville d'Anaunia, iniziò a sciare a cinque anni e nel 2003, a sedici anni, partecipò alle sue prime gare agonistiche.

### Stagioni 2004-2009
Ai Mondiali di Wildschönau 2004, suo esordio iridato, si classificò 5ª nella discesa libera, 4ª nel supergigante, 5ª nello slalom gigante e non completò lo slalom speciale. L'anno dopo ai IX Giochi paralimpici invernali di Torino 2006, suo esordio paralimpico, dopo esser stata portabandiera durante la cerimonia di apertura si piazzò 6ª nella discesa libera e non concluse il supergigante e lo slalom gigante; proprio durante la gara di supergigante riportò un infortunio che ne compromise la Paralimpiade.
Ai Mondiali di Pyeongchang 2009 si aggiudicò quattro delle sei medaglie conquistate dalla rappresentativa azzurra (le altre due andarono alla coppia maschile Gianmaria Dal Maistro-Tommaso Balasso): l'oro nella supercombinata, l'argento nella discesa libera e nello slalom gigante e il bronzo nel supergigante; fu inoltre 5ª nello slalom speciale.

### Stagioni 2010-2018
Ai X Giochi paralimpici invernali di Vancouver 2010, nonostante fosse reduce da un grave infortunio, conquistò la medaglia d'argento nel supergigante e si classificò 4ª nella discesa libera, 8ª nello slalom gigante e 7ª nella supercombinata; nella stessa stagione ottenne il primo podio in Coppa del Mondo: 3ª in discesa libera a Sestriere. L'anno dopo ai Mondiali di Sestriere 2011 si piazzò 4ª nella discesa libera, 4ª nel supergigante, 5ª nello slalom gigante, 4ª nello slalom speciale e non completò la supercombinata, mentre nella successiva stagione 2011-2012 fu 2ª nella classifica della Coppa del Mondo di slalom gigante e 3ª in quella di supergigante. Nella rassegna iridata di La Molina 2013 fu 6ª nella discesa libera, 6ª nel supergigante e 7ª nello slalom gigante.
Anche poco prima degli XI Giochi paralimpici invernali Soči 2014, sua ultima presenza paralimpica, subì un grave infortunio, la frattura della clavicola, patita in Canada l'11 gennaio; riuscì comunque a essere presente al cancelletto di partenza dei Giochi, dove si piazzò 8ª nel supergigante e non completò la discesa libera e lo slalom gigante. Un ulteriore infortunio le impedì di prendere parte ai Mondiali di Panorama 2015; due anni dopo a Tarvisio 2017, sua ultima presenza iridata, fu 6ª nel supergigante, 5ª nello slalom gigante e non completò la supercombinata. Si ritirò al termine della stagione 2017-2018.

## Palmarès

### Paralimpiadi
- 1 medaglia[2]:
  - 1 argento (supergigante a Vancouver 2010)

### Mondiali
- 4 medaglie[2]:
  - 1 oro (supercombinata a Pyeongchang 2009)
  - 2 argenti (discesa libera, slalom gigante a Pyeongchang 2009)
  - 1 bronzo (supergigante a Pyeongchang 2009)

### Coppa del Mondo
- 5 podi[1]:
  - 4 secondi posti
  - 1 terzo posto